# Кулль, Элле Юхановна
Э́лле Ю́хановна Кулль (эст. Elle Kull; род. 5 января 1952, Хаапсалу, ЭССР) — эстонская актриса и политик. Заслуженная артистка Эстонской ССР (1982).

## Биография
Элле Кулль родилась 5 января 1952 года в Хаапсалу, Эстонская ССР.
В 1974 году закончила актёрский факультет Таллинской государственной консерватории (преподаватели курса Григорий Кроманов и Микк Микивер).
В 1974—2003 гг. — актриса Эстонского драматического театра.
С 2003 и с 2009 — депутат Рийгикогу (эстонский парламент) — (Комиссия по культуре). Член фракции Res Publika.
С 1998 — президент Эстонского государственного комитета ЮНИСЕФ.

## Роли в кино
| Год  |   | Русское название                                      | Оригинальное название            | Роль                |
| ---- | - | ----------------------------------------------------- | -------------------------------- | ------------------- |
| 1973 | ф | Родник в лесу                                         | Ukuaru                           | Минна               |
| 1974 | ф | Продолжение                                           | Aeg maha                         | Айли                |
| 1976 | ф | Моя жена — бабушка                                    | Minu naine sai vanaemkas         | Айли                |
| 1976 | ф | Потерянный кров                                       | Sodybų tuštėjimo metas           | Аквиле              |
| 1977 | ф | Гарантирую жизнь                                      | Оригинальное название неизвестно | Маша                |
| 1977 | ф | Скорпион                                              | Reigi opetaja                    | Катарина            |
| 1977 | ф | Цену смерти спроси у мёртвых                          | Surma hinda küsi surnutelt       | Дора                |
| 1978 | ф | Гадание на ромашке (1-я часть, «Променад»)            | Karikakramang                    | девушка             |
| 1981 | ф | Домовой                                               | Pisuhänd                         | Лаура               |
| 1983 | ф | Неуловимое чудо                                       | Tabamata ime                     | Лийли Эллерт-Саалеп |
| 1983 | ф | Святая Сусанна или школа мастеров                     | Puha Susanna ehk meistrite kool  |                     |
| 1984 | ф | Рудольф и Ирма                                        | Rudolf ja Irma                   | Ирма                |
| 1985 | ф | Бал в Савойе                                          | Оригинальное название неизвестно | Маделейн            |
| 1985 | ф | Баллада о двух городах                                | Kahe kodu ballaad                | Мария               |
| 1985 | ф | Документ „P“                                          | Оригинальное название неизвестно | Карен               |
| 1985 | ф | Контракт века                                         | Оригинальное название неизвестно | Элен Штилике        |
| 1986 | ф | Гонка века                                            | Оригинальное название неизвестно | Клер                |
| 1986 | ф | Охота на дракона                                      | Оригинальное название неизвестно | Мануэлла            |
| 1987 | ф | Нарвский водопад                                      | Narva kosk                       | монахиня            |
| 1987 | ф | 13-й апостол                                          | Оригинальное название неизвестно | Эльма               |
| 1988 | ф | Прошедшее вернуть                                     | Оригинальное название неизвестно | Анастасия           |
| 1993 | ф | Свечи в темноте                                       | Candles in the Dark              |                     |
| 1995 | с | Гимназисты Викмана                                    | Wikmani poisid                   | профессор Сиркель   |
| 2001 | с | Блюстители порока (5-я серия, «Издержки воображения») | Оригинальное название неизвестно | мисс Блэкфил        |
| 2003 | ф | Янтарные крылья                                       | Оригинальное название неизвестно |                     |
| 2007 | ф | Георг. Рассказ жены баритона                          | Лидия Отс                        |                     |
| 2007 | ф | Нож                                                   | Nuga                             | мать Экке           |
| 2011 | ф | Письма Ангелу                                         | Kirjad Inglile                   |                     |

## Награды и звания
- Приз за лучшую женскую роль в фильме «Родник в лесу» на VII-ом Всесоюзном кинофестивале (Кишинёв, 1975)
- Заслуженная артистка Эстонской ССР (1982)
- Премия города Таллина за заслуги (2002)
- Орден Белой звезды четвёртого класса (2004)

## Семья
- Муж — эстонский актёр и режиссёр Аго-Эндрик Керге.
- Трое детей: сын и две дочери.
- Сестры: Лайда Кулль, вместе с которой снялась в фильме «Святая Сусанна или школа мастеров» (СССР), и Эви Пихлап (Кулль), жена Тармо Пихлапа.